# (31815) 1999 RY111
1999 RY111 (asteroide 31815) é um asteroide da cintura principal. Possui uma excentricidade de 0.12737170 e uma inclinação de 12.54670º.
Este asteroide foi descoberto no dia 9 de setembro de 1999 por LINEAR em Socorro.